# تیفانی کوهن
تیفانی کوهن (به انگلیسی: Tiffany Cohen) (زادهٔ ۱۱ ژوئن ۱۹۶۶) شناگر اهل ایالات متحده آمریکا است.